# Orquestra Nacional de Espanha

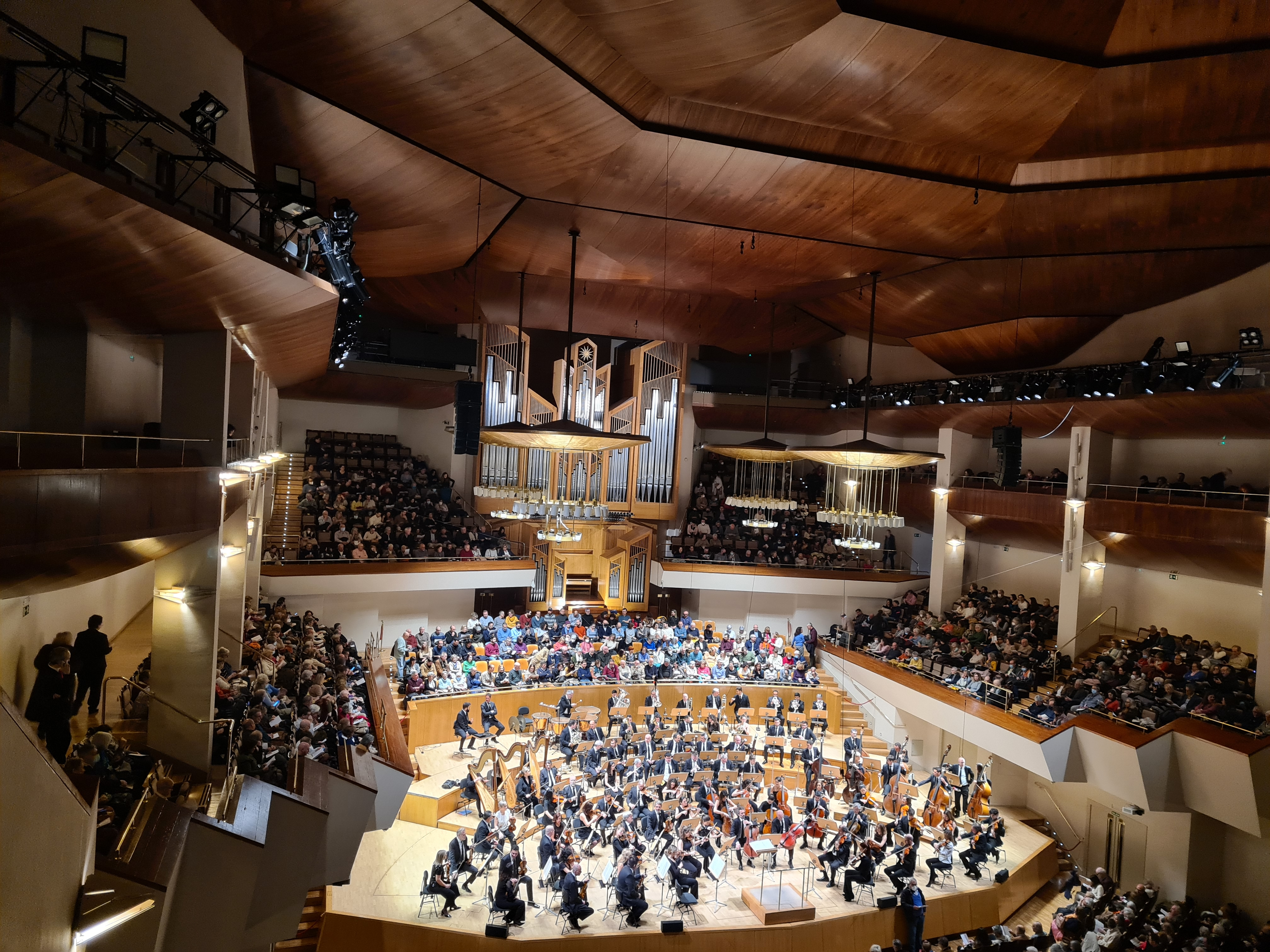
Orquestra Nacional de Espanha

A Orquestra Nacional de Espanha (em espanhol: Orquestra Nacional de España) é a mais prestigiada orquestra espanhola. Fundada efectivamente em 1940, está hoje sedeada na capital Madrid.

## Regentes titulares
- David Afkham (2014–)
- Josep Pons (2003-presente)
- Aldo Ceccato (1991-1994)
- Jesús López Cobos (1984-1989)
- Antoni Ros-Marbà (1978-1981)
- Rafael Frühbeck de Burgos (1962-1978)
- Ataúlfo Argenta (1947-1958)
- Bartolomé Pérez Casas (1942-1947)